# Карл VII Сверкерсон
Карл VII Сверкерсон (око 1130 - 12. април 1167) је био шведски краљ (1161 - 1167) из династије Сверкер.
Отац му је био Сверкер Старији родоначелник династије Сверкер.
Његова владавина, као и владавина његових претходника била је испуњена ратовима, најчешће против Норвешке и Данске, као и бунама. На унутрашњем плану ово раздобље обележио је успон земљопоседничког племства до владајућег положаја.

## Црква
Године 1164. Упсала је постала надбискупско средиште, тако да надбискуп Бремена више није био црквени поглавар Шведске. Мада се Карл понекад свирепо сукобљавао са црквом, црквена хијерархија је углавном подржавала његову власт.

### Крсташки ратови
У име хришћанства Карл је, као и његов отац, водио не само политику потчињавања шведског сељаштва, већ и политику спољних освајања. Учествовао је у освајању источних обала Балтичког Мора, такмичећи се с Немцима. Његови ударци били су уперени према северу — на Финску и на Неву, тежећи да освоји њено ушће, како би завладао балтичком трговином с Русијом. Финска су племена била побеђена и принуђена да се покрсте. Водио је и походе на Неву. Али, његове освајачке тежње наишле су на одлучан отпор од стране Карелаца и Руса.

## Феудални систем
Међутим, укупно гледано, изгледа да феудални систем није био доминантан у Шведској. Тамо су постојали племићи који су држали феуде, али је племство као целина своју моћ црпло из алодијалних земаља. Војна служба коју су племићи били дужни да врше и употреба страних титула као што је барон, витез и штитоноша, пружили су лажну феудалну представу друштва које у суштини то није било. Одсуство властеоског система било је још упадљивије. Феудалци и племићи нису имали право суђења, осим ако се не би десило да држе као феуд неку службу у краљевској управи; ипак право суђења било је признато као јавна служба тако да није било везано са поседовање земље. Мада је црква, заједно са племством, уживала право пореског имунитета, прелатски поседи нису имали статус феуда.

## Породично стабло
|  |                         |  |  |  |  |  |  |  |  |  |  |  |  |  |  |  |
|  | 2. Сверкер Старији      |  |  |  |  |  |  |  |  |  |  |  |  |  |  |  |
|  |                         |  |  |  |  |  |  |  |  |  |  |  |  |  |  |  |
|  |                         |  |  |  |  |  |  |  |  |  |  |  |  |  |  |  |
|  | 1. Карл VII Сверкерсон  |  |  |  |  |  |  |  |  |  |  |  |  |  |  |  |
|  |                         |  |  |  |  |  |  |  |  |  |  |  |  |  |  |  |
|  |                         |  |  |  |  |  |  |  |  |  |  |  |  |  |  |  |
|  | 3. Ulvhild Håkansdotter |  |  |  |  |  |  |  |  |  |  |  |  |  |  |  |
|  |                         |  |  |  |  |  |  |  |  |  |  |  |  |  |  |  |
|  |                         |  |  |  |  |  |  |  |  |  |  |  |  |  |  |  |